# نادي الفيحاء (العراق)
نادي الفيحاء الرياضي (بالإنجليزية: Al-Fayhaa SC) هو فريق كرة قدم عراقي مقره في البصرة، يلعب في الدوري العراقي الدرجة الثانية.

## أنظر أيضا
- الدوري العراقي الدرجة الثانية 2021–22

## روابط خارجية
- أندية العراق - تواريخ التأسيس
- اتحاد أندية البصرة